# Liu Guozhong

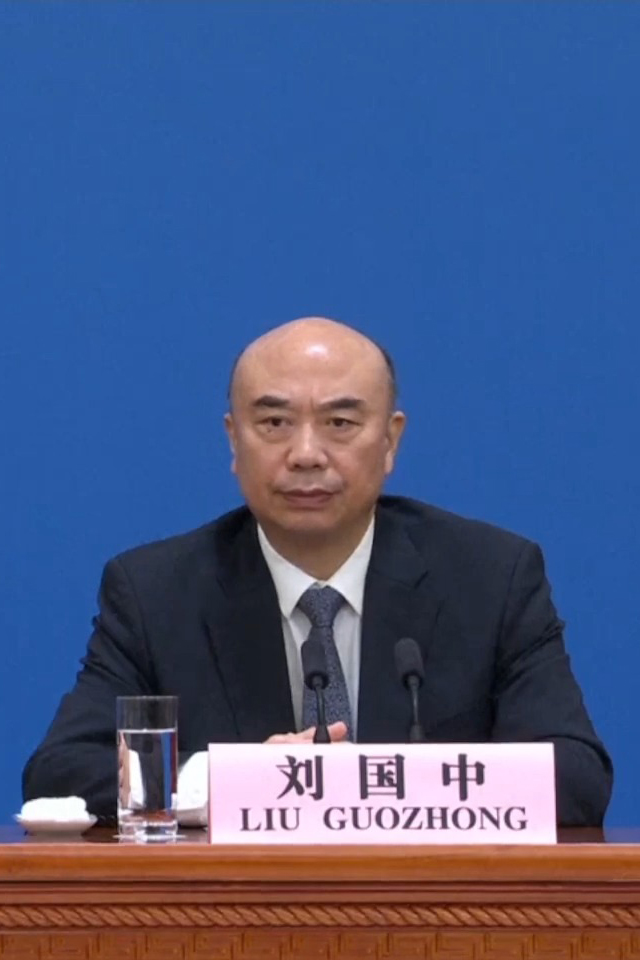
Liu Guozhong

Liu Guozhong (chinesisch 劉國中 / 刘国中; * Juli 1962 in Wangkui, Provinz Heilongjiang) ist ein chinesischer Politiker und Mitglied des 20. Politbüros der Kommunistischen Partei Chinas. Zuvor war er Gouverneur von Shaanxi. Er begann seine Karriere in der Provinz Heilongjiang, bevor er beim Gesamtchinesischen Gewerkschaftsbund und als stellvertretender Parteichef von Sichuan tätig war. Er war 2017 kurz Gouverneur von Jilin.

## Leben
Liu wurde im Bezirk Wangkui in der Provinz Heilongjiang geboren. Er trat der Kommunistischen Partei Chinas im November 1986 bei. Er besuchte das Nanjing Institute of Technology, wo er sich auf das Design und die Fertigung von Artilleriesystemen spezialisierte und einen Abschluss am Harbin Institute of Technology machte.
Liu begann seine politische Karriere in der Provinzregierung von Heilongjiang. Er diente als stellvertretender Direktor der Forschungsabteilung und Parteichef von Hegang. Er wurde zum 2011 Mitglied des ständigen Ausschusses der Provinzpartei Heilongjiang, dann im Mai desselben Jahres zum Generalsekretär des Parteikomitees und im September 2011 zum Vizegouverneur von Heilongjiang befördert.
Im Oktober 2013 wurde Liu zum Mitglied des Sekretariats des Gesamtchinesischen Gewerkschaftsbundes ernannt.
Im Februar 2016 wurde er zum stellvertretenden Parteichef von Sichuan versetzt. Er diente zehn Monate, bevor er nach Jilin versetzt wurde, um amtierender Gouverneur zu werden. Dies wurde vom Volkskongress der Provinz am 19. Januar 2017 bestätigt.
Im Dezember 2017 wurde er zum stellvertretenden Parteichef von Shaanxi ernannt. Später wurde er zum Gouverneur ernannt, von 2020 bis 2022 war er Parteichef der Provinz.
Im Oktober 2022 wurde Liu Mitglied des 20. Politbüros der Kommunistischen Partei Chinas. Anfang 2023 besuchte Liu die Provinzen Sichuan und Chongqing, um sich dort über die aktuellen Corona-Maßnahmen zu informieren. Beobachtern zufolge deutet dies darauf hin, dass Liu künftig für die Gesundheitspolitik der chinesischen Regierung verantwortlich sein wird. Er würde damit auf Sun Chunlan folgen.